# Brailly-Cornehotte
Brailly-Cornehotte és un municipi francès situat al departament del Somme i a la regió dels Alts de França. L'any 2007 tenia 237 habitants.

## Demografia

### Població

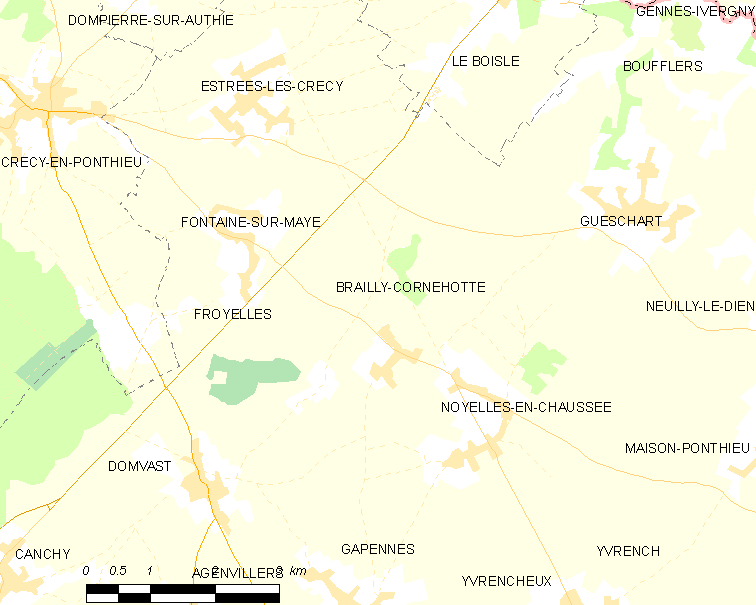
mapa del municipi

El 2007 la població de fet de Brailly-Cornehotte era de 237 persones. Hi havia 88 famílies de les quals 16 eren unipersonals (8 homes vivint sols i 8 dones vivint soles), 32 parelles sense fills, 32 parelles amb fills i 8 famílies monoparentals amb fills.

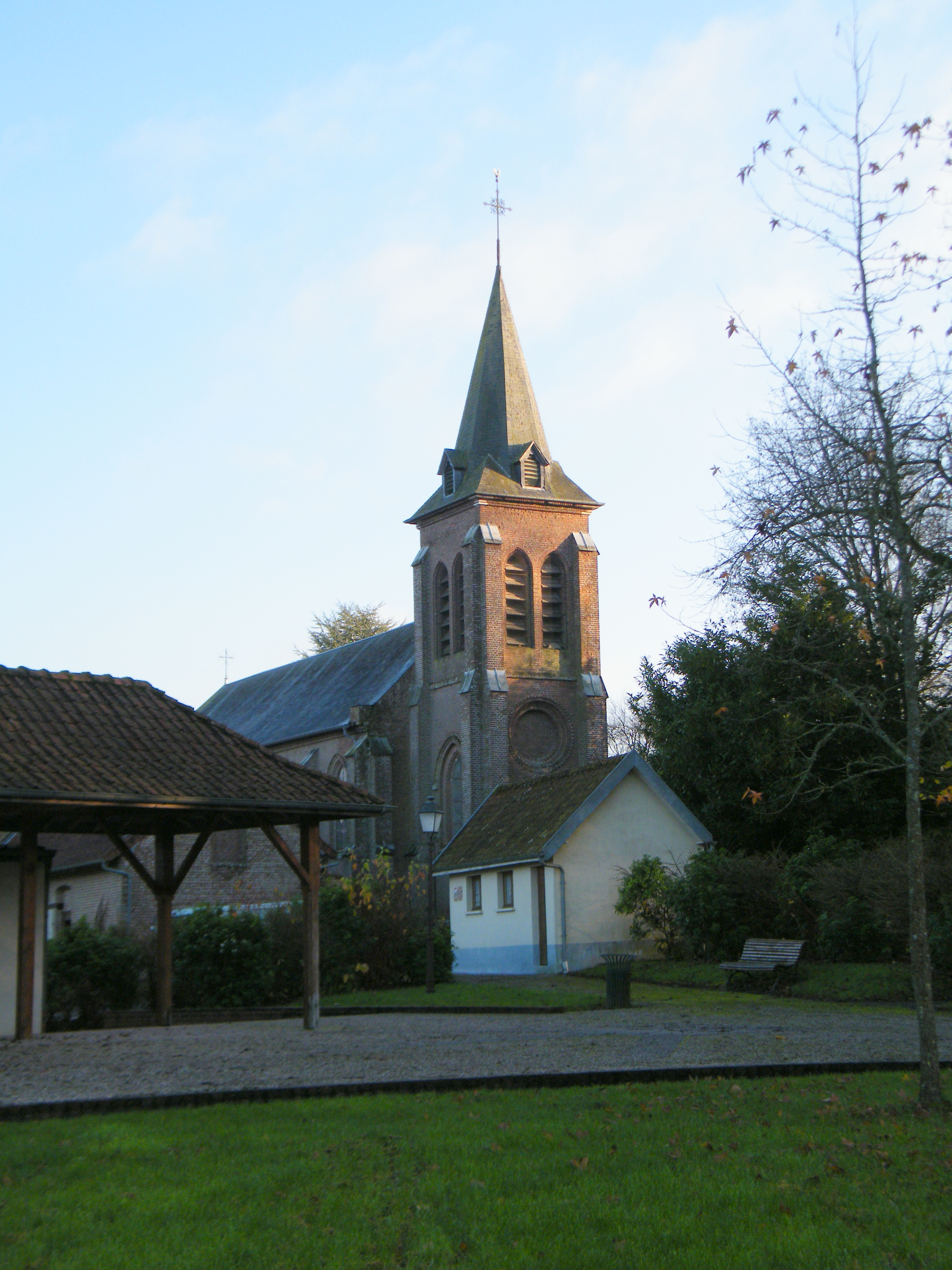
església

La població ha evolucionat segons el següent gràfic:
Habitants censats

### Habitatges
El 2007 hi havia 108 habitatges, 88 eren l'habitatge principal de la família, 11 eren segones residències i 9 estaven desocupats. 107 eren cases i 1 era un apartament. Dels 88 habitatges principals, 78 estaven ocupats pels seus propietaris, 7 estaven llogats i ocupats pels llogaters i 3 estaven cedits a títol gratuït; 2 tenien dues cambres, 12 en tenien tres, 18 en tenien quatre i 56 en tenien cinc o més. 88 habitatges disposaven pel capbaix d'una plaça de pàrquing. A 40 habitatges hi havia un automòbil i a 43 n'hi havia dos o més.

### Piràmide de població

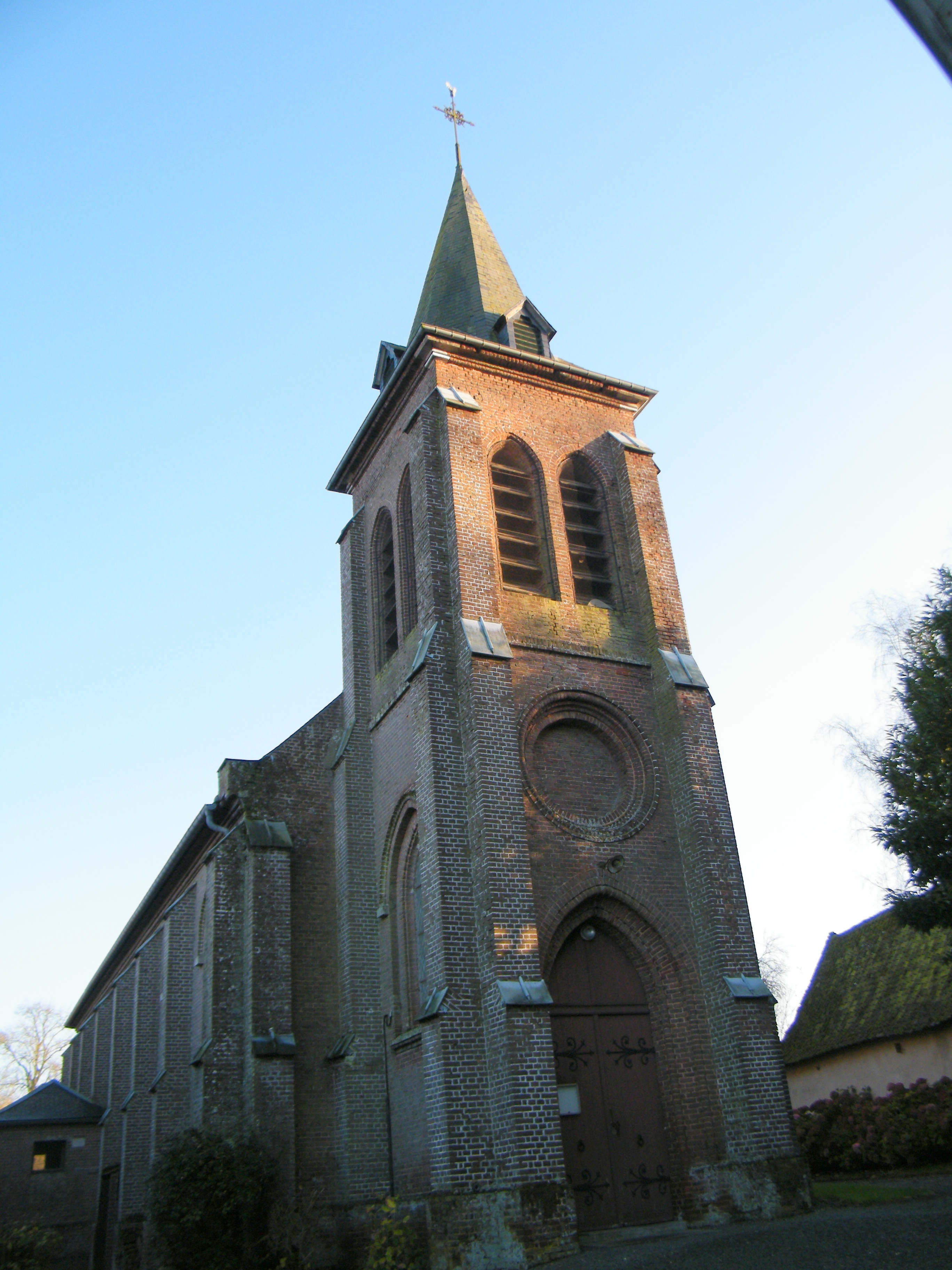

La piràmide de població per edats i sexe el 2009 era:
| Homes | Edats   | Dones |
| ----- | ------- | ----- |
| 0     | 95 o +  | 0     |
| 0     | 90 a 94 | 0     |
| 4     | 85 a 89 | 0     |
| 0     | 80 a 84 | 8     |
| 4     | 75 a 79 | 4     |
| 8     | 70 a 74 | 8     |
| 16    | 65 a 69 | 4     |
| 8     | 60 a 64 | 8     |
| 0     | 55 a 59 | 4     |
| 12    | 50 a 54 | 4     |
| 8     | 45 a 49 | 16    |
| 0     | 40 a 44 | 16    |
| 12    | 35 a 39 | 0     |
| 8     | 30 a 34 | 4     |
| 12    | 25 a 29 | 0     |
| 0     | 20 a 24 | 20    |
| 8     | 15 a 19 | 0     |
| 12    | 10 a 14 | 4     |
| 4     | 5 a 9   | 8     |
| 4     | 0 a 4   | 0     |

## Economia

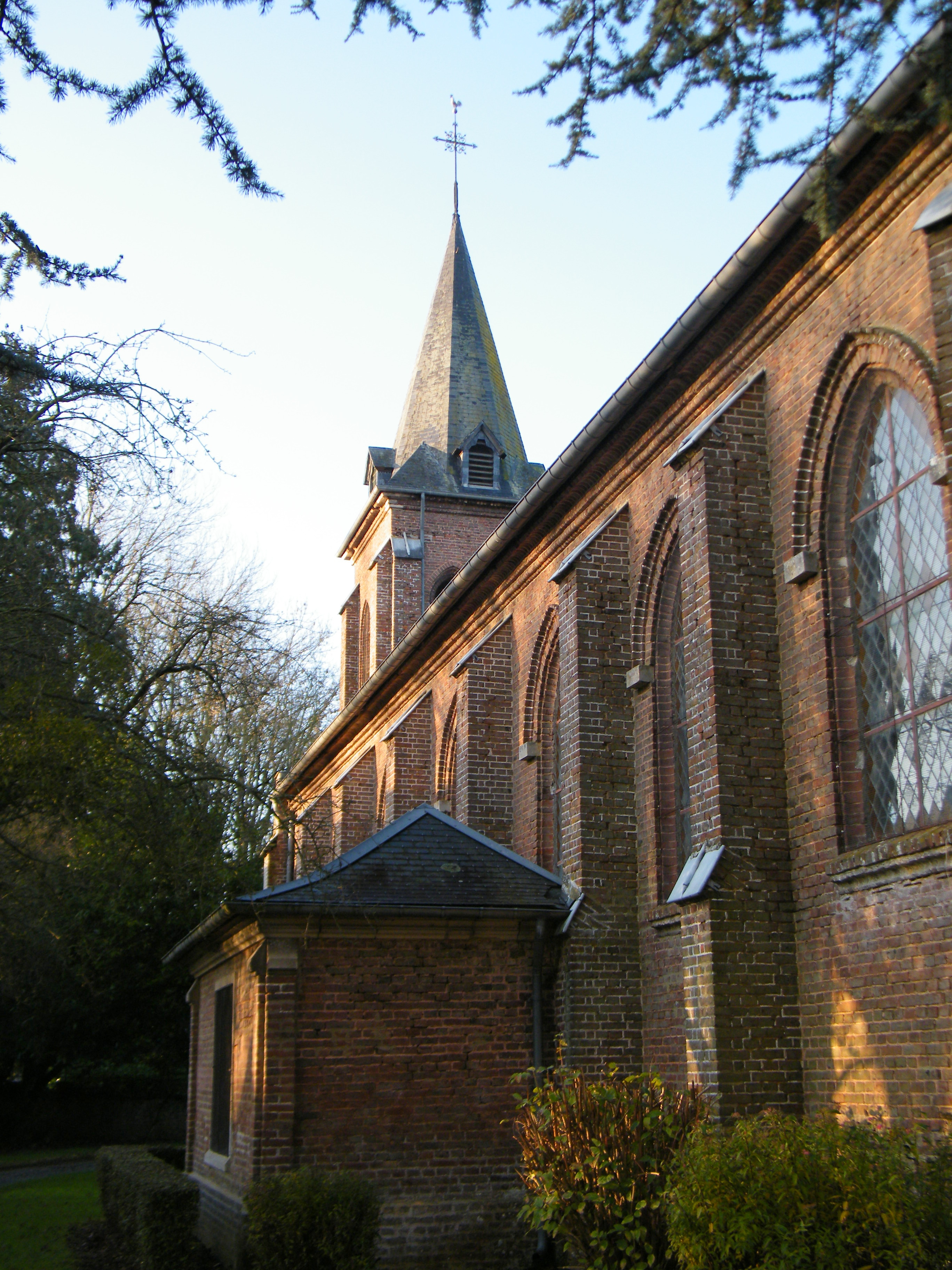

El 2007 la població en edat de treballar era de 141 persones, 104 eren actives i 37 eren inactives. De les 104 persones actives 95 estaven ocupades (53 homes i 42 dones) i 10 estaven aturades (5 homes i 5 dones). De les 37 persones inactives 7 estaven jubilades, 13 estaven estudiant i 17 estaven classificades com a «altres inactius».

### Ingressos
El 2009 a Brailly-Cornehotte hi havia 95 unitats fiscals que integraven 245 persones, la mediana anual d'ingressos fiscals per persona era de 15.308 €.

### Activitats econòmiques

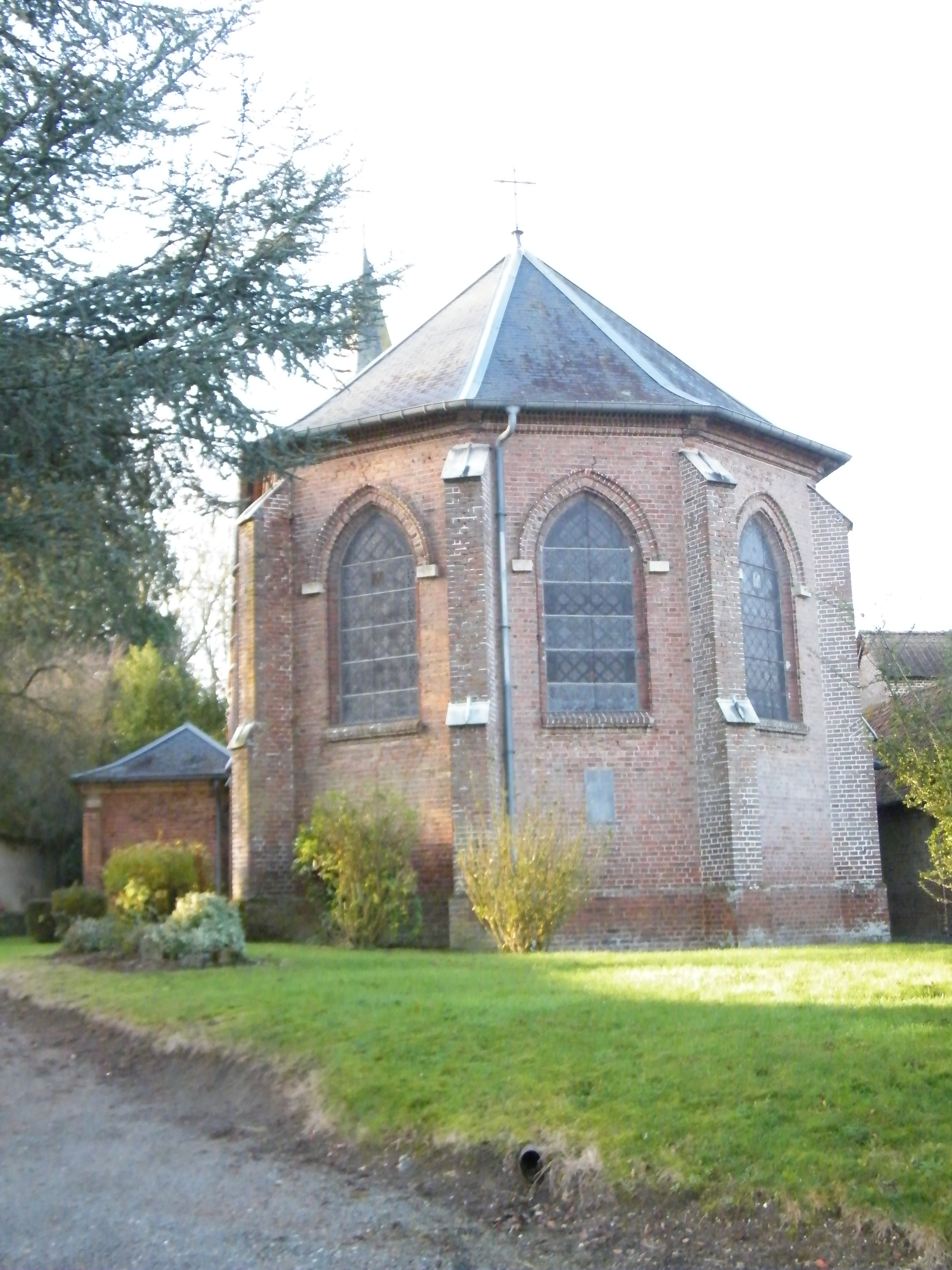

Dels 7 establiments que hi havia el 2007, 1 era d'una empresa de construcció, 4 d'empreses de comerç i reparació d'automòbils i 2 d'empreses d'hostatgeria i restauració.
Dels 3 establiments de servei als particulars que hi havia el 2009, 1 era un taller de reparació d'automòbils i de material agrícola, 1 fusteria i 1 restaurant.
L'any 2000 a Brailly-Cornehotte hi havia 16 explotacions agrícoles que ocupaven un total de 1.070 hectàrees.

## Equipaments sanitaris i escolars
El 2009 hi havia una escola elemental integrada dins d'un grup escolar amb les comunes properes formant una escola dispersa.

## Poblacions més properes
El següent diagrama mostra les poblacions més properes.

## Referències

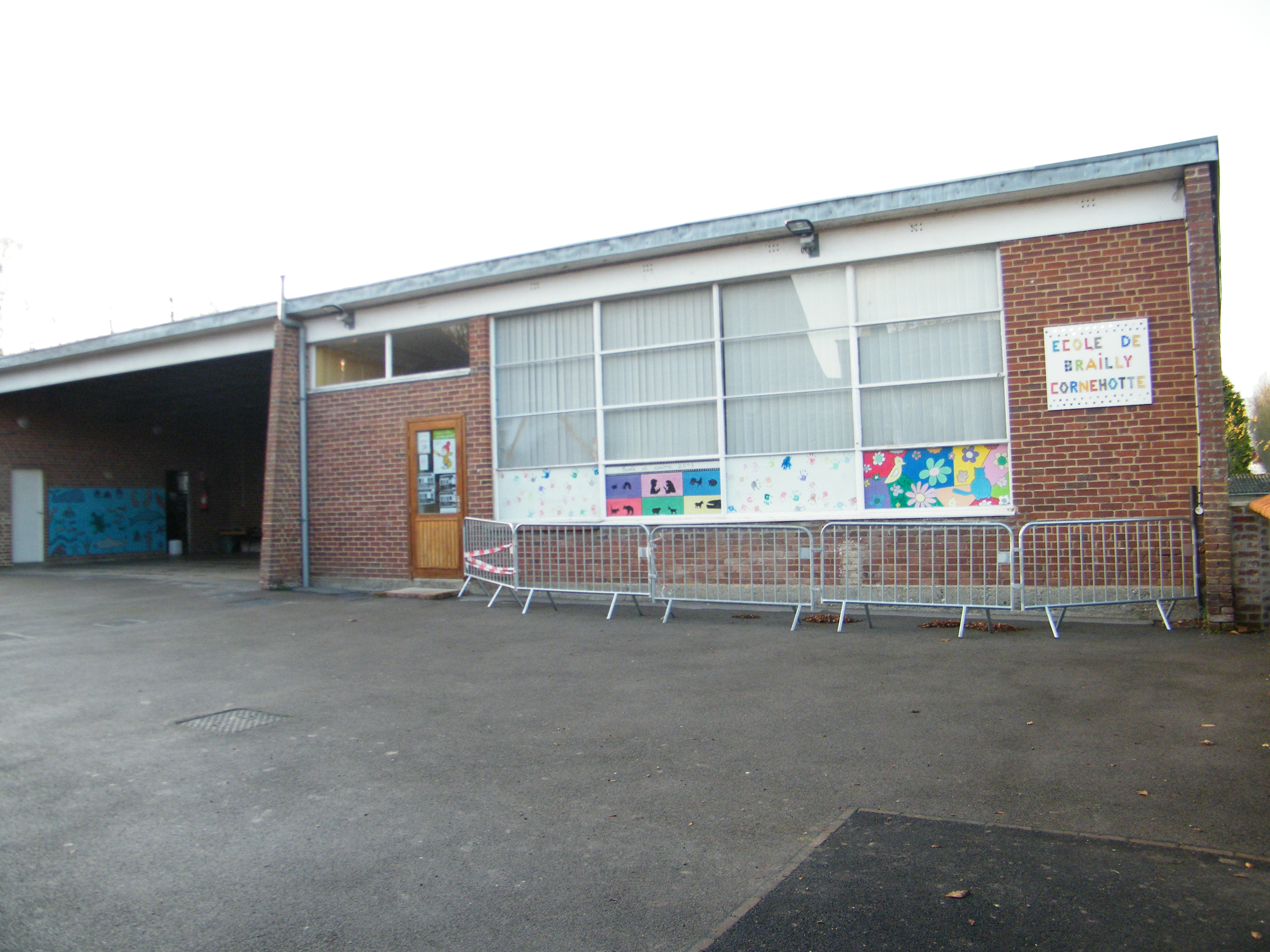

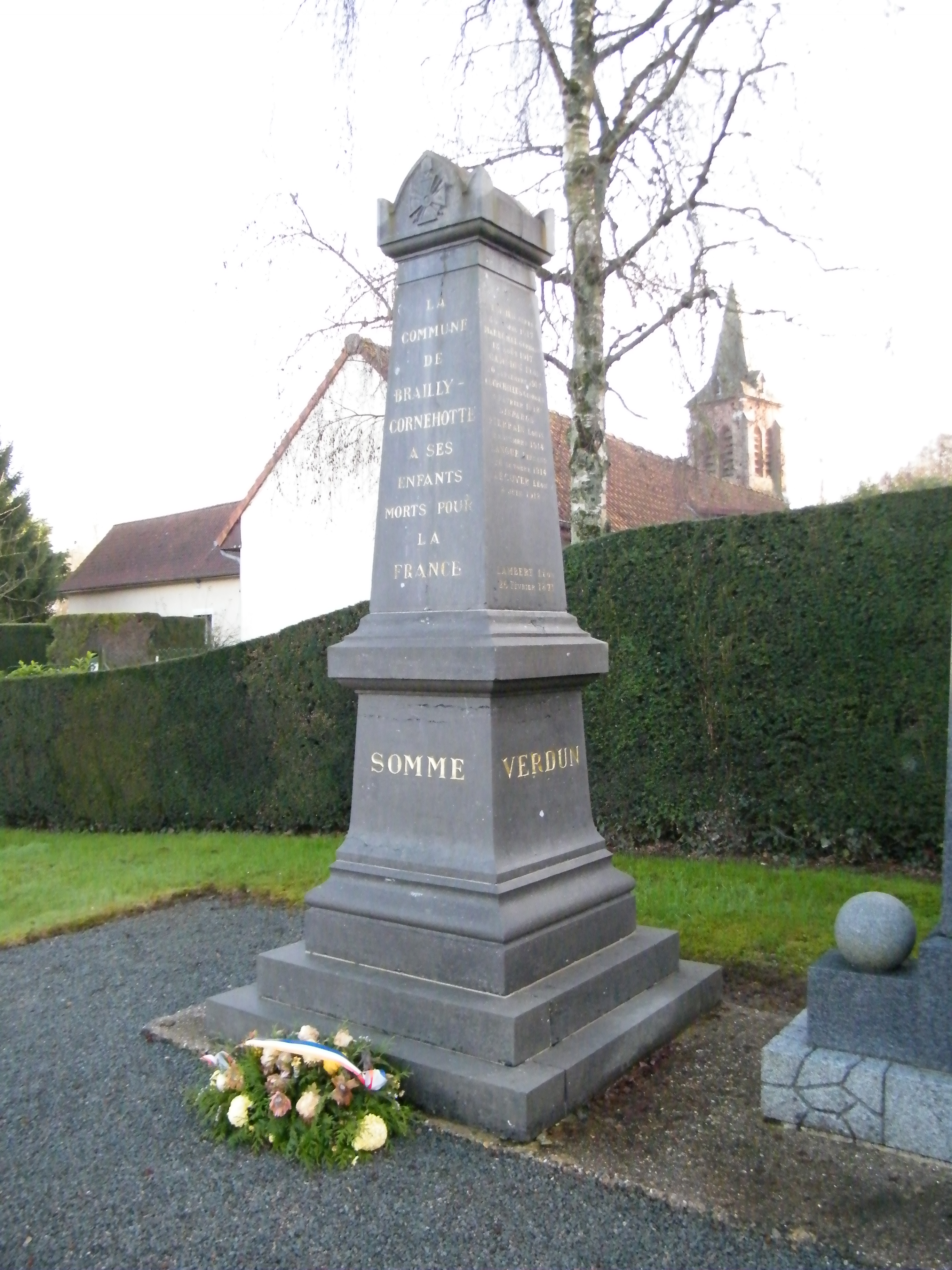